# Love Me Right (canção de Exo)
"Love Me Right" é uma canção do grupo masculino sino-coreano Exo contida em seu segundo álbum repaginado Love Me Right. Foi lançada em 3 de junho de 2015 em duas versões linguísticas, coreana e mandarim, pela S.M. Entertainment. Em 4 de novembro de 2015, foi lançado um álbum single japonês da canção pela Avex Trax, intitulado "Love Me Right ～romantic universe～".

## Lançamento e promoção
Após a retirada do membro Tao das atividades do grupo, EXO continuou a promover-se com uma formação de nove membros ao lançar uma reedição do sucesso de vendas EXODUS. "Love Me Right" foi a faixa-título da reedição, sendo lançada juntamente de um clipe musical em 3 de junho de 2015. O grupo começou a apresentá-la em programas musicais sul-coreanos um dia após seu lançamento. Ele também adicionou-a no setlist de The EXO'luXion, sua segunda turnê solo, a partir do show realizado em Taipei em 12 de junho de 2015.

## Recepção
"Love Me Right" atingiu o topo da Parada Digital do Gaon, sendo a segunda canção do grupo a fazê-lo, e alcançou a 3ª posição na Parada de Canções Digitais Mundiais da Billboard. A canção recebeu onze troféus de programas musicais sul-coreanos, conquistando a Coroa Tripla no Show Champion.

## Versão japonesa
Em 30 de agosto de 2015, foi anunciado que o grupo lançaria seu single de estreia japonesa em 4 de novembro do mesmo ano. Ele então foi revelado ser uma versão japonesa do single "Love Me Right", relançado "Love Me Right ～romantic universe～". No dia de seu lançamento, o single vendeu aproximadamente 147 mil cópias e alcançou o topo da Parada Oricon. Ele foi lançado na Coreia do Sul em 18 de novembro de 2015.

### Lista de faixas
※ Faixas em negrito identificam os singles.
| Lista de faixas |                                                    |                                       |                                           |         |  |
| N.º             | Título                                             | Letras                                | Música                                    | Duração |  |
| 1.              | "Love Me Right ～romantic universe～"              | Oh Yoo-won Kim Dong-hyun Sara Sakurai | Denzil "DR" Remedios Nermin Harambasic    | 3:29    |  |
| 2.              | "Drop That"                                        | MQ Jae Shim Hidenori Tanaka           | Shaun Jae Shim Andreas Öberg Maria Marcus | 3:34    |  |
| 3.              | "Love Me Right ～romantic universe～" (Less vocal) |                                       | Denzil "DR" Remedios Nermin Harambasic    | 3:29    |  |
| 4.              | "Drop That" (Less vocal)                           |                                       | Shaun Jae Shim Andreas Öberg Maria Marcus | 3:34    |  |
| Duração total:  | Duração total:                                     | Duração total:                        | Duração total:                            | 14:06   |  |

## Desempenho nas paradas
| Parada (2015)                         | Melhores posições |
| Versão coreana                        | Versão coreana    |
| ------------------------------------- | ----------------- |
| Singles sul-coreanos (Gaon)           | 1                 |
| Canções Digitais Mundiais (Billboard) | 3                 |
| Japan Hot 100 (Billboard)             | 33                |
| Versão japonesa                       |                   |
| Singles japoneses (Oricon)            | 1                 |
| Japan Hot 100 (Billboard)             | 1                 |

| Parada (2015)               | Melhor posição |
| --------------------------- | -------------- |
| Singles sul-coreanos (Gaon) | 2              |

| Parada (2015)               | Melhor posição |
| --------------------------- | -------------- |
| Singles sul-coreanos (Gaon) | 40             |

## Vendas
| Região               | Vendas         |
| Versão coreana       | Versão coreana |
| -------------------- | -------------- |
| Coreia do Sul (Gaon) | 1,142,627+     |
| Versão japonesa      |                |
| Japão (Oricon)       | 195,622+       |
| Coreia do Sul (Gaon) | 11,469+        |

## Histórico de lançamento
| Região                     | Data                       | Formato                    | Gravadora                  |
| Versões coreana e mandarim | Versões coreana e mandarim | Versões coreana e mandarim | Versões coreana e mandarim |
| -------------------------- | -------------------------- | -------------------------- | -------------------------- |
| Mundialmente               | 3 de junho de 2015         | Download digital           | S.M. Entertainment         |
| Versão japonesa            |                            |                            |                            |
| Japão                      | 4 de novembro de 2015      | CD Download digital        | Avex Trax                  |
| Mundialmente               | 4 de novembro de 2015      | Download digital           | Avex Trax                  |
| Coreia do Sul              | 18 de novembro de 2015     | CD Download digital        | Avex Trax                  |